# Снаружи
«Снаружи» (англ. «Without») — второй эпизод восьмого сезона научно-фантастического телесериала «Секретные материалы». Премьера состоялась 21 мая 2000 года на телеканале FOX. Сценарий написал исполнительный продюсер Крис Картер, а режиссёром стал Ким Мэннэрс. Эпизод позволяет более подробно раскрыть так называемую «мифологию сериала», заданную в пилотной серии.
В США серия получила рейтинг домохозяйств Нильсена, равный 9,0, который означает, что в день выхода серию посмотрели 15,1 миллиона человек.
Главные герои серии — Фокс Малдер (Дэвид Духовны), Дана Скалли (Джиллиан Андерсон) и Джон Доггетт (Роберт Патрик), агенты ФБР, расследующие сложно поддающиеся научному объяснению преступления, называемые Секретными материалами.

## Сюжет
В этой серии Доггетт, продолжая поиски Малдера, пытается обнаружить инопланетного охотника в своих рядах. После того, как отряд отзывают, его назначают в отдел «Секретных материалов».